# Rot-Weiss Essen
Rot-Weiss Essen is een Duitse voetbalclub uit Essen, Noordrijn-Westfalen. De club komt tegenwoordig uit op het derde niveau van Duitsland, in de 3. Liga. De club stond lange tijd in de schaduw van stadsrivaal Schwarz-Weiß Essen maar werd na de Tweede Wereldoorlog definitief de nummer een van de stad en werd in 1955 zelfs landskampioen.

## Geschiedenis

### Vooroorlogse periode
In 1907 fuseerden de kleine clubs SC Preußen en Deutsche Eiche en werd SV Vogelheim opgericht. Na de Eerste Wereldoorlog werd de naam SuS 1912 aangenomen. Na een fusie in 1923 met Turnerbund Bergeborbeck werd de huidige naam aangenomen.
Rot-Weiss speelde in de Ruhrcompetitie en na enkele goede noteringen promoveerde de club in 1930 voor het eerst naar de hoogste klasse, waar ze zesde op tien clubs werden in groep II. Het volgende seizoen kwamen er drie reeksen en de club speelde samen met vijf stadsrivalen in één reeks en werd voorlaatste waarop ze degradeerden. Het volgende seizoen werd de club tweede, maar kon geen aanspraak maken op promotie door de invoering van de Gauliga als hoogste klasse. Na een aantal tweede plaatsen kon de club in 1938 de titel winnen en promoveren naar de hoogste klasse van de Gauliga Niederrhein. RW werd meteen derde achter het grote Fortuna Düsseldorf en rivaal Schwarz-Weiß en ook het volgende seizoen werd de club derde achter deze twee clubs. In 1940/41 werd de club vicekampioen met één punt achterstand op TuS Helene Altenessen. De volgende seizoenen eindigde RW in de middenmoot.

### Naoorlogse periode
Na de oorlog werden twee regionale kampioenschappen gespeeld waarbij de club telkens in de top drie eindigde. In 1947 werd de Oberliga West ingevoerd als een van de vijf nieuwe hoogste klassen. Rot-Weiss werd echter in de Landesliga ingedeeld en werd meteen kampioen waardoor ze promoveerden naar de Oberliga. De club werd meteen vicekampioen achter Borussia Dortmund en plaatste zich zo voor de nationale eindronde. In de kwalificatie hiervoor verloor de club met 4:1 van FC St. Pauli. Het volgende seizoen werd Essen derde en plaatste zich opnieuw voor de eindronde, waar ze nu door 1. FC Kaiserslautern verslagen werden. Na een minder seizoen werd de club in 1951/52 kampioen van de Oberliga. De nationale eindronde werd nu in groepsfase gespeeld en Essen werd tweede in zijn groep. Na een derde plaats het volgende seizoen kon de club wel een trofee binnen halen door eindwinst in de DFB-Pokal tegen Alemannia Aachen. In 1953/54 werd de club vicekampioen achter 1. FC Köln, maar de vicekampioen mocht dat jaar niet meer naar de eindronde. Het volgende seizoen werd Essen opnieuw kampioen en kon in de nationale eindronde nu ook de groepswinst pakken waardoor ze zich plaatsten voor de finale tegen Kaiserslautern. Na een 4:3 zegen kon de club zich voor het eerst en tot dusver enige maal in de geschiedenis tot landskampioen kronen, sterspeler in deze tijd was Helmuth Rahn. Essen kreeg ook de eer om als eerste Duitse club aan te treden in de Europacup I, die dat jaar van start ging. De club werd in de eerste ronde uitgeloot tegen het Schotse Hibernian Edinburgh maar werd zwaar afgestraft en verdween roemloos van het Europese toneel. De volgende seizoenen werd de club een middenmoter en in 1960/61 degradeerde de club zelfs uit de Oberliga.
Na twee middenmootseizoenen werd de Bundesliga ingevoerd als hoogste klasse voor heel het land. Essen ging nu in de Regionalliga spelen, die als tweede klasse fungeerde. Na drie seizoenen promoveerde de club voor het eerst naar de Bundesliga, maar ze degradeerden onmiddellijk, tot midden jaren 70 konden ze nog enkele malen in de eerste klasse spelen maar sindsdien vertoeven ze bijna altijd in 2de of 3de klasse. Tijdens het seizoen 1988-99 werd er eenmalig in 4de gespeeld. Ze klommen echter weer naar 2de klasse om er in 2005 weer uit te tuimelen. Op 20 mei 2006 wisten ze weer promotie naar 2de af te dwingen.

### Financiële problemen
Door financiële problemen werd de club al vier keer een licentie geweigerd (1984, 1991, 1994 en 2010) met telkens een degradatie tot gevolg. In 1994 konden ze zich plaatsen voor de finale van de Duitse beker maar verloren die van Werder Bremen. De club heeft een sterke achterban en heeft zelfs in de vierde klasse (Regionalliga) zo'n 10.000 supporters per wedstrijd.
Op 4 augustus 2007 zorgde de club voor een stunt door FC Energie Cottbus in de eerste ronde van de DFB Pokal uit te schakelen. Rot-Weiss won de wedstrijd na een penaltyreeks met 8-7. In 2011 promoveerde de club naar de Regionalliga West onder leiding van trainer-coach Waldemar Wrobel. In 2012 nam de club een nieuw stadion in gebruik.

## Erelijst
- Kampioen Duitsland

1955
- Regionalliga West

2022
- Oberliga West

1952, 1955
- DFB-Pokal

Winnaar: 1953
Finalist: 1994
- Niederrheinpokal

Winnaar: 1995, 2002, 2004, 2008, 2011, 2012, 2015, 2016, 2020, 2023

## Overzichtslijsten
| Niveau | Aantal | Periode (1945-2026)                                                                                          |
| ------ | ------ | --- |
| I      | 20     | 1948-1961, 1966-1967, 1969-1971, 1973-1977                                                                   |
| II     | 26     | 1947-1948, 1961-1966, 1967-1969, 1971-1973, 1977-1984, 1986-1991, 1993-1994, 1996-1997, 2004-2005, 2006-2007 |
| III    | 18     | 1984-1986, 1991-1993, 1994-1996, 1997-1998, 1999-2004, 2005-2006, 2007-2008, 2022-....                       |
| IV     | 14     | 1998-1999, 2008-2010, 2011-2022                                                                              |
| V      | 1      | 2010-2011 |

### Eindklasseringen vanaf 1964 (grafisch)
- 1964 10e
Regionalliga
- 1965 7e
Regionalliga
- 1966 2e
Regionalliga
- 1967 18e
Bundesliga
- 1968 2e
Regionalliga
- 1969 2e
Regionalliga
- 1970 12e
Bundesliga
- 1971 18e
Bundesliga
- 1972 2e
Regionalliga
- 1973 1e
Regionalliga
- 1974 13e
Bundesliga
- 1975 12e
Bundesliga
- 1976 8e
Bundesliga
- 1977 18e
Bundesliga
- 1978 2e
2. Bundesliga
- 1979 8e
2. Bundesliga
- 1980 2e
2. Bundesliga
- 1981 8e
2. Bundesliga
- 1982 11e
2. Bundesliga
- 1983 14e
2. Bundesliga
- 1984 17e
2. Bundesliga
- 1985 1e
Oberliga
- 1986 1e
Oberliga
- 1987 10e
2. Bundesliga
- 1988 11e
2. Bundesliga
- 1989 16e
2. Bundesliga
- 1990 6e
2. Bundesliga
- 1991 15e
2. Bundesliga
- 1992 2e
Oberliga
- 1993 1e
Oberliga
- 1994 19e
2. Bundesliga
- 1995 4e
Regionalliga
- 1996 2e
Regionalliga
- 1997 17e
2. Bundesliga
- 1998 17e
Regionalliga
- 1999 1e
Oberliga
- 2000 7e
Regionalliga
- 2001 13e
Regionalliga
- 2002 3e
Regionalliga
- 2003 3e
Regionalliga
- 2004 1e
Regionalliga
- 2005 18e
2. Bundesliga
- 2006 1e
Regionalliga
- 2007 16e
2. Bundesliga
- 2008 12e
Regionalliga
- 2009 7e
Regionalliga
- 2010 5e
Regionalliga
- 2011 1e
Oberliga
- 2012 8e
Regionalliga
- 2013 4e
Regionalliga
- 2014 8e
Regionalliga
- 2015 4e
Regionalliga
- 2016 12e
Regionalliga
- 2017 5e
Regionalliga
- 2018 10e
Regionalliga
- 2019 8e
Regionalliga
- 2020 3e
Regionalliga
- 2021 2e
Regionalliga
- 2022 1e
Regionalliga
- 2023 15e
3. Liga
- 2024 7e
3. Liga
- 2025 8e
3. Liga

- Niveau 1
- Niveau 2
- Niveau 3
- Niveau 4
- Niveau 5

| Legenda niveautijdlijn | Legenda niveautijdlijn      | Legenda niveautijdlijn      | Legenda niveautijdlijn      | Legenda niveautijdlijn    | Legenda niveautijdlijn |
| Liga                   | Seizoen 1963/64 t/m 1973/74 | Seizoen 1974/75 t/m 1993/94 | Seizoen 1994/95 t/m 2007/08 | Seizoen 2008/09 tot heden | Opmerking              |
| ---------------------- | --------------------------- | --------------------------- | --------------------------- | ------------------------- | ---------------------- |
| Bundesliga             | Niveau I                    | Niveau I                    | Niveau I                    | Niveau I                  |                        |
| 2. Bundesliga          | --                          | Niveau II                   | Niveau II                   | Niveau II                 |                        |
| 3. Liga                | --                          | --                          | --                          | Niveau III                |                        |
| Regionalliga           | Niveau II                   | --                          | Niveau III                  | Niveau IV                 |                        |
| Oberliga               | --                          | Niveau III *                | Niveau IV                   | Niveau V                  | * vanaf 1978/79        |

## Rot-Weiss in Europa
Uitslagen vanuit gezichtspunt Rot-Weiss Essen
| Seizoen | Competitie  | Ronde | Land               | Club         | Totaalscore | 1e W    | 2e W    | PUC |
| ------- | ----------- | ----- | ------------------ | ------------ | ----------- | ------- | ------- | --- |
| 1955/56 | Europacup I | 1/8   | Vlag van Schotland | Hibernian FC | 1-5         | 0-4 (T) | 1-1 (U) | 1.0 |

Totaal aantal punten voor UEFA coëfficiënten: 1.0
Zie ook
- Deelnemers UEFA-toernooien Duitsland
- Ranglijst van alle clubs die in de diverse Europa Cups zijn uitgekomen

## Bekende (oud-)spelers
- Mario Basler
- Kevin Behrens
- Helmut Rahn
- Horst Hrubesch
- Denis Epstein
- Franz Islacker
- Mesut Özil
- Manfred Burgsmüller
- Otto Rehhagel
- Kurt Zaro
- Stijn Haeldermans
- Taoufik Ameziane
- Paul Jans
- Erwin Koen
- Arie van Lent
- Leen van Steensel
- Remco Heerkens
- Willi Lippens
- Fred Röhrig
- Harry de Vlugt
- Barış Özbek
- Serkan Çalık
- Ali Bilgin